# Esomus manipurensis
Esomus manipurensis är en fiskart som beskrevs av S.T. Tilak och Jain, 1990. Esomus manipurensis ingår i släktet Esomus och familjen karpfiskar. Inga underarter finns listade i Catalogue of Life.